# Nostalgia Cars

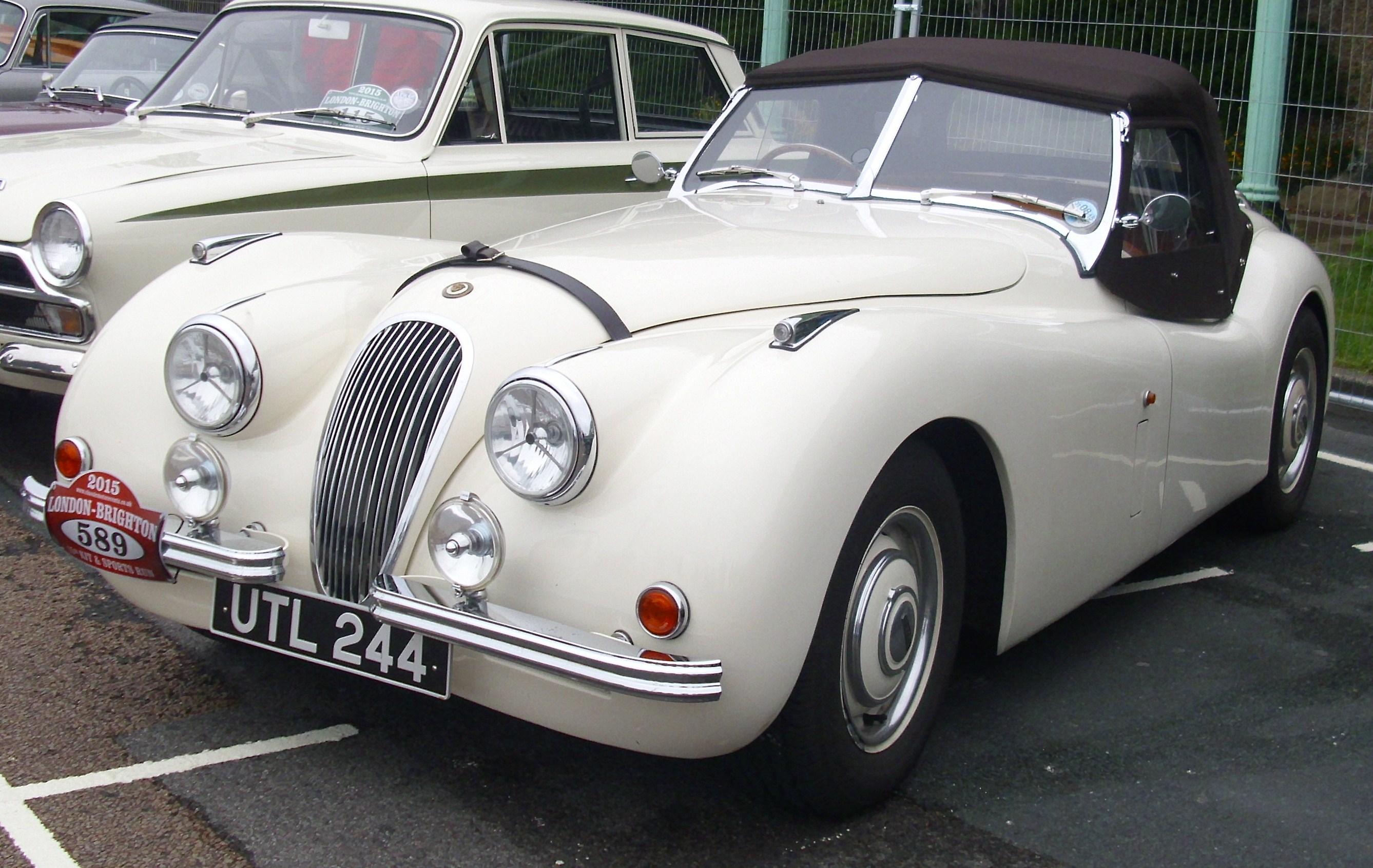
Nostalgia Classic 120

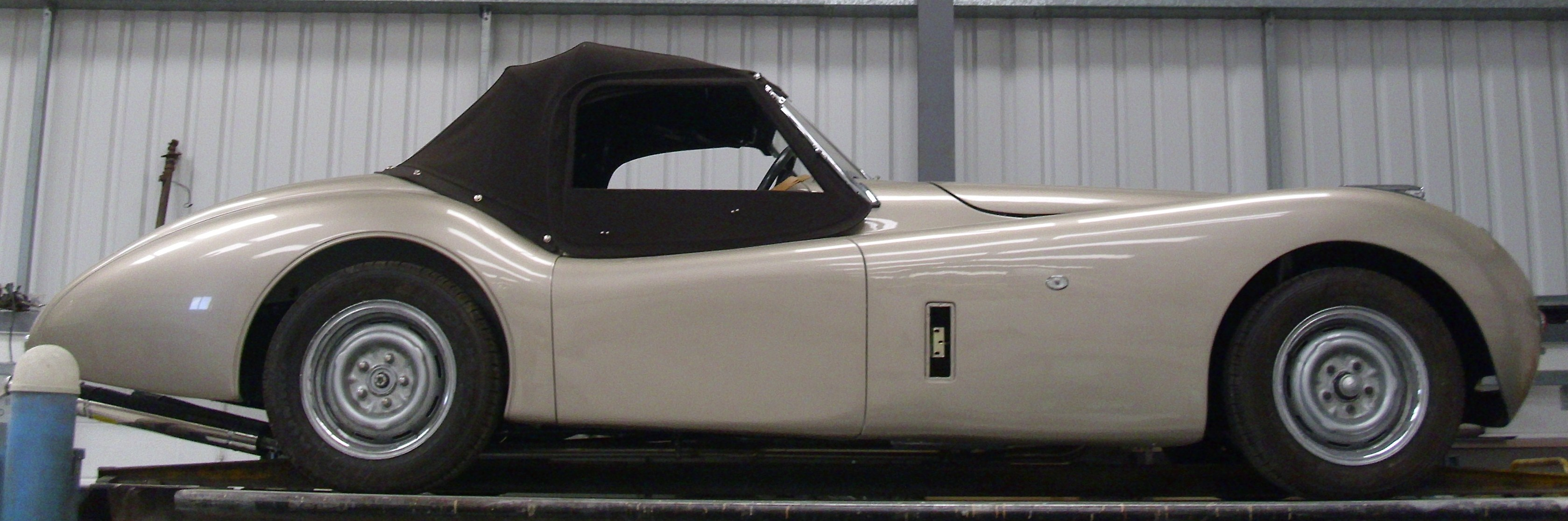
Seitenansicht eines Nostalgia Classic 120 oder Classic 140

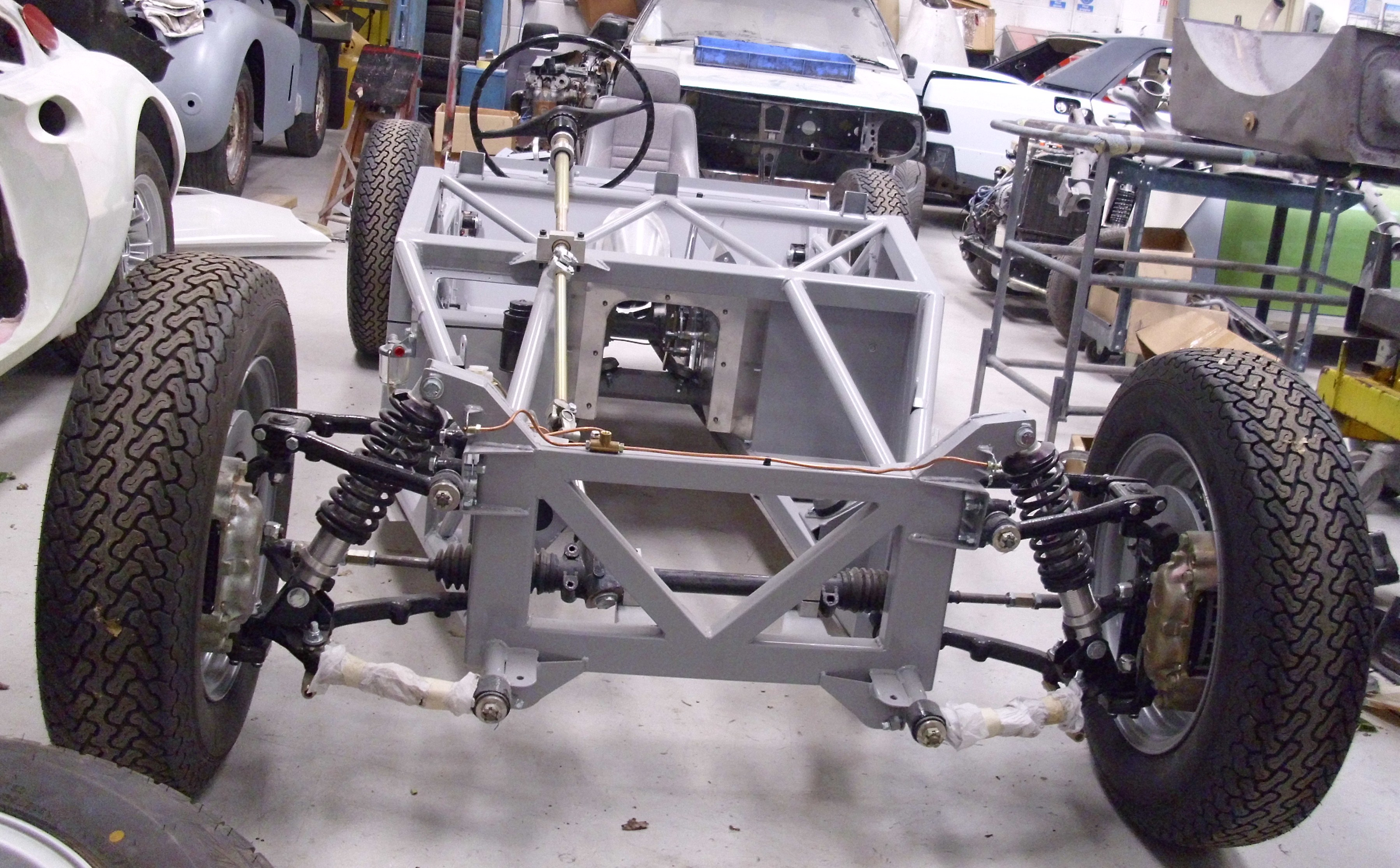
Fahrgestell eines Nostalgie C-Type

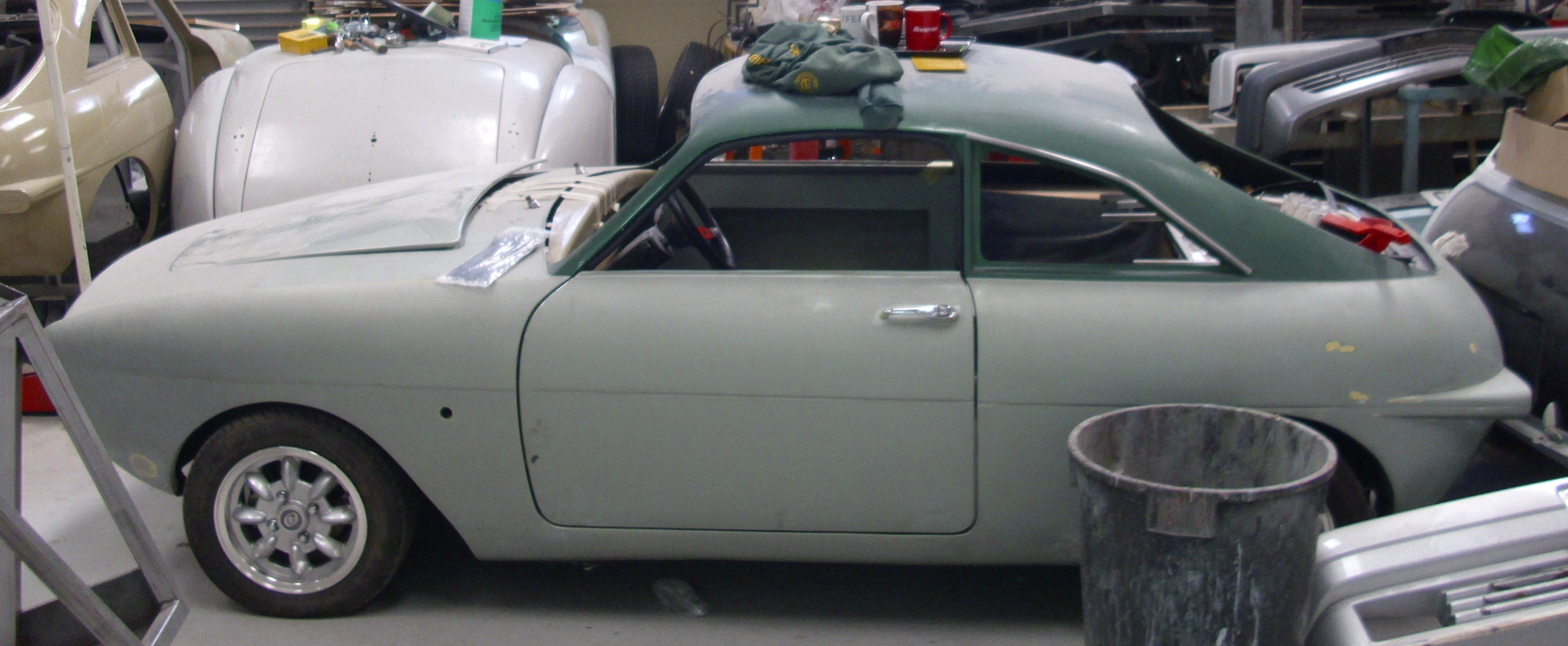
Nostalgia NC 1000 Coupé (im Aufbau)

Nostalgia Cars UK Limited war ein britischer Hersteller von Automobilen und Restaurierungsbetrieb.

## Unternehmensgeschichte
Chris Boyer, Simon Davis und Malcolm Rolfe gründeten am 9. Februar 1999 das Unternehmen in Creech St. Michael bei Taunton in der Grafschaft Somerset. Sie begannen mit der Produktion von Automobilen und Kit Cars. Der Markenname lautete Nostalgia. Rolfe verließ 2006 das Unternehmen. Matthew Ambrose übernahm im November 2011 zusammen mit seiner Mutter Heather Ambrose das Unternehmen. Insgesamt entstanden alleine in der Zeit bis 2012 über 200 Exemplare.
Die Gesellschaft wurde im März 2022 aufgelöst.

## Fahrzeuge
Das Unternehmen stellte Nachbildungen klassischer Automobile her.
Das erste Modell Classic 120 erschien 1999 und war ein Nachbau des Jaguar XK 120. Ein Sechszylindermotor von Jaguar Cars trieb die Fahrzeuge an. Von diesem Modell entstanden etwa 100 Exemplare.
Ab 2000 ergänzte der Classic 140 das Sortiment. Er entsprach dem Jaguar XK 140 und fand etwa 75 Käufer. Die Unterschiede zum Classic 140 waren gering.
Der C-Type Replica erschien 2004. Diese Nachbildung des Jaguar C-Type basierte auf mechanischen Komponenten vom Jaguar XJS und Jaguar XJ 6. Der Hubraum der Sechszylindermotoren betrug zwischen 2800 cm³ und 4200 cm³. Die offene zweisitzige Karosserie bestand in der Standardausführung aus Fiberglas. Alternativ war eine Karosserie aus Aluminium erhältlich. Hiervon entstanden etwa 25 Exemplare.
Das NC 1000 Coupé bzw. Ogle SX 1275 war ein wesentlich kleineres Fahrzeug. Es war 330 cm lang, 147 cm breit, 119 cm hoch und wog 569 kg. Die Basis stellte ein Mini und dessen Vierzylindermotor dar. Es war ein Nachbau des Ogle SX 1000 von Ogle Design aus den 1960er Jahren. Dieses Coupé fand ab 2006 etwa zehn Käufer.
2013 stellte das Unternehmen beim Goodwood Revival den Ogle mit dem britischen Kennzeichen VJN 392 aus. Dieses Fahrzeug wurde durch Nostalgia Cars restauriert und erhielt eine selbst angefertigte Karosserie.